# 阿马鲁西奥
阿马鲁西奥（羅馬化：Amarousio）是希腊阿提卡大區北雅典专区的市镇，位于雅典东北10公里，属雅典的卫星城市。行政中心为马鲁西镇（/），因此有时也用“马鲁西”来指代整个市镇。市镇面积为12.938平方公里，2021年人口数量为71,830人。
阿马鲁西奥历史悠久，可追溯到古希腊共和国时期。